# 美国卫生及公共服务部
，是维护美国人民健康，提供公众服务的联邦政府行政部门。

## 沿革
1979年10月17日，美国总统吉米·卡特签署教育部组织法案（PL 96-88），决定成立美国卫生与公众服务部，该法案将原卫生、教育及福利部（United States Department of Health, Education, and Welfare）划分为卫生及公共服务部和单独的教育部。这两个部门均于1980年5月4日开始运作。 
1953年，社会保障署歸入其前身的卫生、教育及福利部。1994年，社会保障署改为美国政府独立机构，脱离卫生及公共服务部。

## 机构设置
美国卫生与公众服务部设美国卫生与公众服务部部长（Secretary，行政等级第一级）、常务副部长（Deputy Secretary，行政等级第二级）、助理部长（Assistant Secretary，行政等级第四级〔相当于司局长级〕）。其中，司局级官员按职责分为准备和响应助理部长、立法助理部长、规划和评估助理部长、管理助理部长、公共事务助理部长、财政资源助理部长六个助理部长职位。
管理与行政办公室
- 首席信息官
- 首席信息安全官
- 首席技术官
- 首席采购官
- 首席财务官
- 民权办公室
- 国会和政府间事务办公室
- 公共事务办公室
- 行政办公室
- 管理办公室
- 总法律顾问办公室
- 首席人力资本官
- 首席人力资源官
- 首席运营官

其他所属机构
- 应急管理办公室
- 安全办公室
- 卫生和公众服务部警察
- 国立卫生与公众服务大学
- 国家卫生与公众服务图书馆
- 儿童紧急医疗局（英语：Emergency Medical Services for Children）
- 督察长办公室（英语：Office of Inspector General）
- 卫生与公众服务情报办公室
- 卫生与公众服务统计办公室
- 国际事务办公室
- 老龄化管理局（英语：Administration on Aging）
- 儿童和家庭局（英语：Administration for Children and Families）
  - 托儿办公室
  - 发展障碍管理局（英语：Administration on Intellectual and Developmental Disabilities）
  - 儿童支援执法办公室（英语：Office of Child Support Enforcement）
  - 美国儿童局（英语：United States Children's Bureau）
    - 国家儿童虐待和被忽视中心（英语：National Center on Child Abuse and Neglect）

  - 家庭和青年服务局
  - 领先办公室（英语：Head Start (program)）
  - 平等就业机会办公室
  - 社区服务办公室
  - 家庭援助办公室
- 难民重新安置办公室（Office of Refugee Resettlement；ORR）
- 总统知识残障人士委员会（President's Committee for People with Intellectual Disabilities；PCPID）
- 医疗保障研究和质量局（英语：Agency for Healthcare Research and Quality）
- 疾病控制和预防中心
  - 疾病控制和预防中心华盛顿办公室
  - 全球卫生中心
  - 美国国家职业安全卫生研究所
- 国家生命统计系统（英语：National Vital Statistics System）
  - 州、部族、地方和领土支持办公室
  - 传染病办公室
  - 国家新兴人畜共患病传染病中心
    - 高分子病原体与病理学处（DHCPP）
      - 病毒性病原体分支（VSPB）

  - 国家艾滋病毒/艾滋病、病毒性肝炎、性病和结核病预防中心
  - 国家免疫和呼吸系统疾病中心
  - 少数民族健康与健康权益办公室（OMH）
  - 非传染性疾病、伤害和环境卫生办公室
  - 国家慢性疾病预防与健康促进中心
  - 国家环境卫生中心/有毒物质和疾病登记中心
  - 国家伤害防治中心
  - 国家出生缺陷和发育障碍中心
  - 公共卫生备案与响应办公室
    - 紧急行动处
      - 紧急行动中心

  - 公共卫生科学服务处
    - 监控、流行病学和实验室服务中心
    - 国家卫生统计中心

  - 通讯副主任办公室
  - 政策副主任办公室
  - 科学副主任办公室
  - 幕僚长办公室
  - 流行情报项目（英语：Epidemic Intelligence Service）
- 医疗护理和医疗救助服务中心（英语：Centers for Medicare and Medicaid Services）
- 卫生资源和服务局（英语：Health Resources and Services Administration）
- 患者负担得起的医疗保健行动项目
- 独立支付咨询委员会（英语：Independent Payment Advisory Board）
- 印第安人卫生局（英语：Indian Health Service）

食品药品监督管理局
- 国家食品安全和应用营养中心
- 刑事调查处

国家卫生研究院
- 国家卫生研究院警察（英语：National Institutes of Health Police）
- 美国国家癌症研究所
- 国家眼科研究所
- 国家心肺肺血研究所（英语：National Heart, Lung, and Blood Institute）
- 洛基山实验室（英语：Rocky Mountain Laboratories）
- 国家人类基因组研究所
- 国家老龄研究所（英语：National Institute on Aging）
- 国家酒精滥用和酒精中毒研究所（英语：National Institute on Alcohol Abuse and Alcoholism）
- 美國國家過敏和傳染病研究所
- 国家关节炎、肌肉骨骼和皮肤疾病研究所（英语：National Institute of Arthritis and Musculoskeletal and Skin Diseases）
- 国家生物医学成像和生物工程研究所（英语：National Institute of Biomedical Imaging and Bioengineering）
- 国家儿童健康与人类发展研究所（英语：National Institute of Child Health and Human Development）
- 国家耳聋和其他传播障碍研究所（英语：National Institute on Deafness and Other Communication Disorders）
- 国家牙科和颅面研究所（英语：National Institute of Dental and Craniofacial Research）
- 国家糖尿病与消化和肾脏疾病研究所（英语：National Institute of Diabetes and Digestive and Kidney Diseases）
- 国家药物滥用研究所（英语：National Institute on Drug Abuse）
- 国家环境卫生科学研究所（英语：National Institute of Environmental Health Sciences）
- 国家普通医学研究所（英语：National Institute of General Medical Sciences）
- 国家心理健康研究所（英语：National Institute of Mental Health）
- 国家少数民族健康与健康差异研究所（英语：National Institute on Minority Health and Health Disparities）
- 国家神经病学和中风研究所（英语：National Institute of Neurological Disorders and Stroke）
- 国家护理研究所（英语：National Institute of Nursing Research）
- 信息技术中心（英语：Center for Information Technology）
- 科学评论中心（英语：Center for Scientific Review）
- 福格蒂国际中心（英语：John E. Fogarty International Center）
- 国家推进转化科学中心（英语：National Center for Advancing Translational Sciences）
- 国家补充和综合健康中心（英语：National Center for Complementary and Integrative Health）
- 国家卫生研究院临床中心（英语：NIH Clinical Center）

美国公共卫生局
- 美国联邦职业卫生办公室（英语：Federal Occupational Health）
- 美国医务总监
- 美国公共卫生服务军官团

物质滥用和心理健康服务局
公共衛生服務軍官團（United States Public Health Service Commissioned Corps），此單位與美國陸海空軍等單位一樣必須穿軍服，是美國政府裡七個必須穿軍服和採用軍銜的單位之一，制服為海軍及海岸防衛隊制服，但只編制軍官，並無編制准尉和士官兵。此單位指揮官即是在香菸廣告中出現提供警語的Surgeon General，等同於海軍三星中將。